# Spinne (fiktive SS-Fluchthilfeorganisation)
Die Spinne war eine fiktive Fluchthilfeorganisation der SS.
Die Spinne wurde angeblich um die Jahreswende 1948/1949 im österreichischen Internierungslager für ehemalige Nationalsozialisten in Glasenbach gegründet.
Curt Riess berichtete 1949 über die Hintergründe Der Spinne in einer Artikelserie, in dieser fungierte Johann von Leers als führendes Mitglied der Spinne. In seinen Berichten handeln die NS-Verbrecher eigenständig, ohne Hilfe von alliierten Nachrichtendiensten und karitativen Organisationen.
Das Thema wurde anlässlich des Bekanntwerdens von Fluchten von Nazi-Verbrechern variiert, teilweise, um die beteiligten Organisationen nicht zu nennen.